# Koszmosz–280
A Koszmosz–280 (oroszul: Космос 280) a szovjet Koszmosz műhold-sorozat tagja, felderítő műhold.

## Küldetés
Harmadik generációs technikai eszköz, manőverezhető, szabványosított műhold. Áramforrása kémiai. Kialakított pályasíkja mentén fototechnikai felderítést, műszereivel atomkísérletek ellenőrzését végezte. Meteorológiai tevékenysége során televíziós képeket készített a Föld nappali, és infravörös felvételeket az éjszakai oldaláról. Programja során a Szojuz-űrhajók rendszereinek egyes próbáját is elvégezte.

## Jellemzői
1969. április 23-án a Bajkonuri űrrepülőtér indítóállomásról Voszhod (8K71) rakétával juttatták Föld körüli pályára. Az orbitális egység pályája 89 perces, elliptikus pálya-perigeuma 206 kilométer, apogeuma 246 kilométer volt. Hasznos tömege 6300 kilogramm. Aktív szolgálati ideje 10 nap volt, 1969. május 6-án filmkapszulája sikeresen visszatért a Földre.